# Залізничний транспорт Албанії

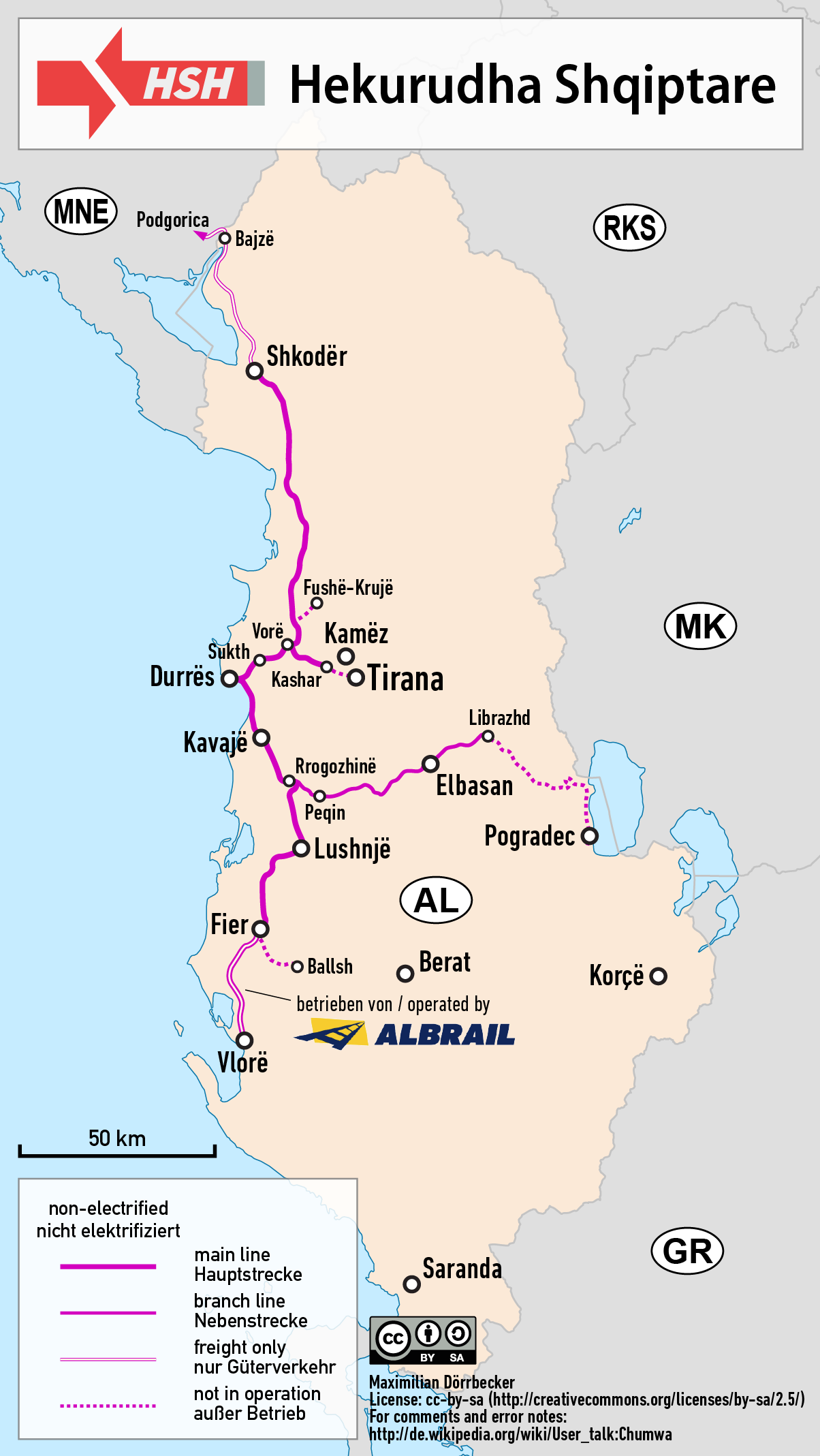

Залізничний транспорт Албанії знаходиться у власності албанської національної залізничної компанії Hekurudha Shqiptare (HSH). Найбільшим залізничним вузлом є портове місто Дуррес. Загальна довжина залізниць Албанії становить 447 км. На залізницях Албанії використовується стандартна європейська колія — 1435 мм.

## Історія
Перша вузькоколійна залізниця в Албанії була заснована в 1890 році та була побудована італійцями, для транспортування корисних копалин, що видобуваються поблизу Селеніци на узбережжі Іонічного моря. Пізніше у 1916 році дана залізниця використовувалась для армії Австро-Угорщини, що розміщувалась в Албанії. Нею транспортували військові вантажі до Дурреса та Люшні.

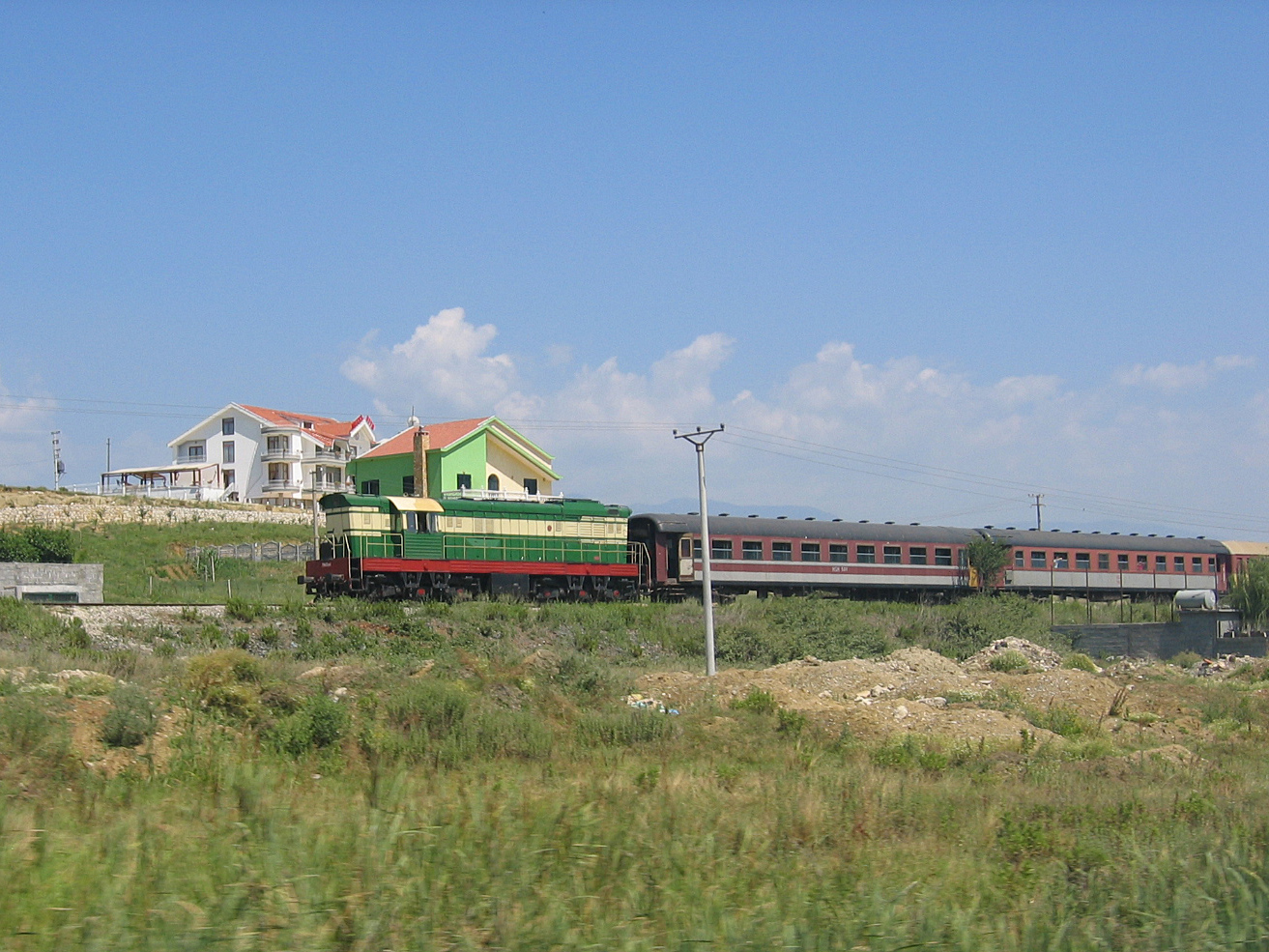
Пасажирський поїзд із чеським локомотивом T669 рухається по залізниці Тирана — Дуррес

Перша стандартна залізнична лінія була запущена після приходу до влади комуністів. За допомогою фахівців із СРСР та Польщі було створено залізницю, що сполучає Пекіні і Дуррес, довжиною 42,6 км. Вона створена 7 листопада 1947 року. У 1986 році вперше албанські залізниці отримали зв'язок із іншими країнами. Гілка залізниці від Вльорі до Шкодеру зв'язала Албанію із залізницею Чорногорії. Протяжність залізниць в кінці 1980-х років досягла 423 км. Вони перебували у веденні державних албанських залізниць (Hekurudha Shqiptare).
Під час військових дій 1997 року більшу частину залізничної інфраструктури Албанії було знищено. Внутрішні рейси поновилися в 2002—2003 рр. Міжнародне пасажирське сполучення досі не поновлено.
У 2005 році число пасажирів скоротилося на 19 %, в основному через руйнування мосту поблизу Тирани. Пасажирообіг склав 1 420 000 осіб. У 2006 році поновлено міжнародні вантажоперевезення в Чорногорію, потяг між країнами курсує один раз у тиждень до прикордонної станції Байза.

## Сучасний стан
Згідно з офіційними даними Міністерства транспорту Албанії, залізниця має у своєму складі — 225 вантажних та 66 пасажирських вагонів, 25 локомотивів типу T699 (більшість чеського виробництва). За допомогою них, відповідно перевозиться близько 1,5-2 млн пасажирів і близько 400—500 тисяч тонн вантажів на рік.

## Залізнична мережа

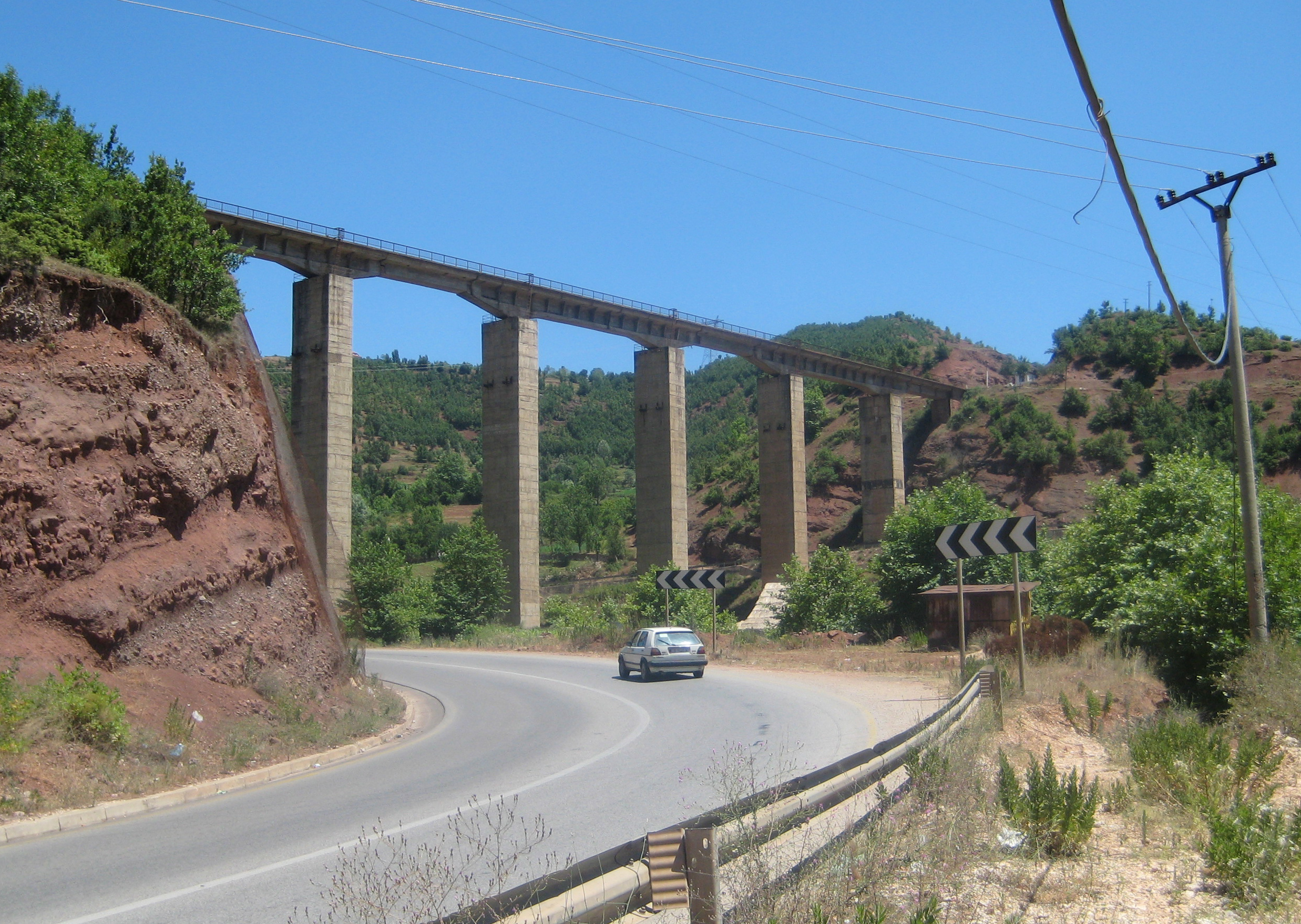
Залізничний віадук через річку Шкумбін, в районі Лібражди, був відкритий в 1973 році.

На сьогоднішній день діють наступні маршрути:
- Дуррес — Вора — Кашар
- Вора — до кордону із Чорногорією (від Шкодеру тільки вантажі)
- Шкозат — Поградец (від Лібражди тільки вантажі)
- Рогожина — Фієрі
- Фієрі — Балш (тільки вантажі)